# Maurice Neligan
Maurice Neligan, né le 15 mai 1937 à Booterstown, dans le comté de Dun Laoghaire-Rathdown, entre Dublin et Blackrock (Irlande), et mort dans cette même ville le 8 octobre 2010, est un chirurgien irlandais. 
Il était considéré comme l'un des plus grands chirurgiens irlandais. Il est mort soudainement à son domicile à l'âge de 73 ans. Il a pratiqué plus de 15 000 opérations du cœur dans toute sa carrière.